# Hedy Pfundmayr
Hedy Pfundmayr (* 1. Dezember 1899 in Wien, Österreich-Ungarn; † 5. Oktober 1965 ebenda) war eine österreichische Tänzerin, Choreographin und Filmschauspielerin.

## Leben

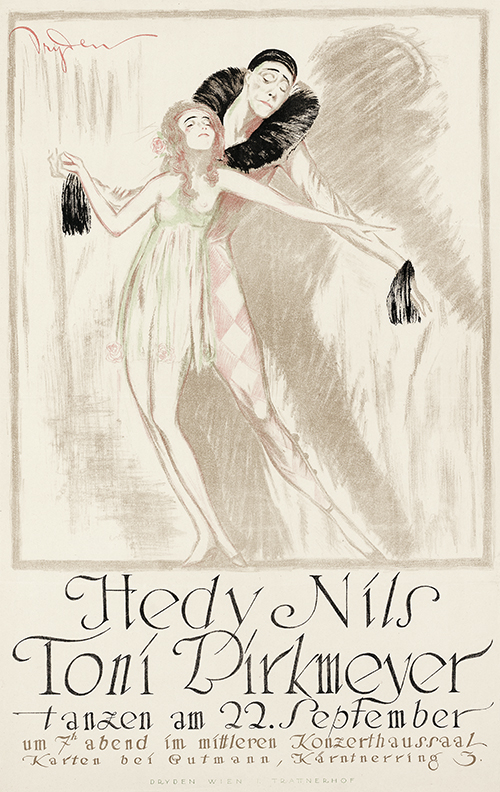
Hedy Nils & Tony Birkmeyer tanzen am 22. September 1920 im Konzerthaussaal Wien. Werbeplakat von Ernst Deutsch-Dryden

Ab 1904 wurde sie an der Wiener Staatsoper ausgebildet, 1915 dann engagiert, 1918 zur Koryphäe ernannt und 1920 dann zur Solotänzerin erhoben. Von 1935 bis zu ihrer Pensionierung 1945 war sie als Solomimikerin und Lehrerin an der Ballettschule tätig. 1919 trat sie als Partnerin des Tänzers Tony Birkmeyer unter dem Pseudonym Hedy Nils auf.
Von 1922 bis 1928 war Heinrich Kröller Ballettmeister und trat dafür ein, neben dem klassischen Ballett und dem damals fast schon verpönten Spitzentanz auch Elemente des populären Ausdruckstanzes einfließen zu lassen. Er fand in Pfundmayr die ideale Besetzung für viele seiner Rollen, denn sie war sowohl klassisch geschult, als auch mimisch begabt und offen für Neues. Während dieser Zeit tanzte sie besonders oft gemeinsam mit Tilly Losch, die ebenfalls an der Staatsoper engagiert war: u. a. 1922 als Pierrot in „Carnaval“, 1924 als Prinz Kaffee in „Schlagobers“, 1925 in „Ballettkomödien“ und als Höhepunkt in den Karrieren beider Tänzerinnen 1927 in Franz Salmhofers „Das lockende Phantom“. Losch tanzte die Titelrolle des Phantoms und Pfundmayr mimte den jungen Winzer Heinrich. Noch im selben Jahr traten sie gemeinsam mit Harald Kreutzberg bei einem Tanzabend im Rahmen der Salzburger Festspiele auf.
Im Jahr 1928 dann, als Sasha Leontjew kurzfristig Ballettmeister war, tanzte und mimte Pfundmayr „Potiphars Weib“ in Richard Strauss’ Josephs Legende. Mit dieser Rolle ging sie 1930 nach Buenos Aires an das Teatro Colón gemeinsam mit Leontjew.
Pfundmayr widmete sich fortan neben ihrer eher klassisch orientierten Arbeit an der Staatsoper zunehmend dem Neuen Tanz. Sie gab immer wieder Tanzabende unter anderem mit Mila Cirul, Otto Werberg, Manon Chaufour.
Später entwarf sie Ballette für Filme und wirkte aber auch schon davor selbst in Filmen mit, so z. B. 1921 in Lucifer oder 1926 in Die Pratermizzi als Double für Nita Naldi. 1936 dann trat sie gemeinsam mit Mila Cirul und dem Ballett der Staatsoper in Silhouetten auf. 1941 besorgte sie die Choreographie für Wiener Blut, 1943 die für Der weiße Traum.
1928 eröffnete sie in der Wiener Schottengasse 10 ein eigenes Tanzstudio, aus dem sie 1949 zusammen mit Jury Tagunoff die Erste Wiener Mannequinschule machte.

## Filmografie
- 1921: Lucifer
- 1927: Die Pratermizzi
- 1936: Silhouetten